# Noah Porter
Noah Porter, född den 14 december 1811 i Farmington, Connecticut, död den 4 mars 1892 i New Haven, var en amerikansk filosof.
Porter blev 1846 professor i filosofi vid Yale College och var detta lärosätes president (rektor) 1871-1886. I sin åskådning anslöt sig Porter till Kant och Trendelenburg. Av hans arbeten kan nämnas The human intellect (1868, flera upplagor) och Elements of moral science (1885).